# Остдейк (Зеландія)
Остдейк (нід. Oostdijk) — село в нідерландській провінції Зеландія. Входить до муніципалітету Реймерсвал.
Його площа становить 1,58 км², а населення станом на 2021 рік складало 610 осіб.
Перша згадка про населений пункт датується 1899 роком.